# Centrale nucleare di Shin Wolsong
La centrale nucleare di Shin Wolsong è una centrale nucleare sudcoreana situata presso la città di Gyeongju nella provincia del Nord Gyeongsang; il complesso energetico è composto da due sezioni, la sezione originaria è quella di Wolsong che è composta da 4 reattori.
L'impianto è composto da 1 reattore OPR1000 ed un altro in costruzione per 1.820 MW totali, sono poi pianificati 2 reattori APR1400 per 2.680 MW totali.